# Turning Point (2009)
Turning Point 2009 foi um evento em formato pay-per-view promovido pela Total Nonstop Action Wrestling, ocorreu no dia 15 de novembro de 2009 no Impact! Zone em Orlando, Florida. No evento principal  A.J. Styles derrotou Samoa Joe e Daniels para manter o TNA World Heavyweight Championship. Esta foi a sexta edição da cronologia do Turning Point.

## O evento
Na primeira luta da noite o X Division Champion Amazing Red derrotou Homicide para manter seu título, Red fez o pin  após um "Code Red". No segundo combate a TNA Women's Knockout Champion ODB e as TNA Knockout Tag Team Champions Sarita e Taylor Wilde derrotaram The Beautiful People, O.D.B fez o pin em Lacey após um "TKO", a estipulação estava definida que quem fosse a vencedora ficaria com todos os títulos. The British Invasion (Brutus Magnus e Doug Williams) derrotaram The Motor City Machineguns e Beer Money, Inc. para manterem o TNA World Tag Team Championship, Brutus fez o pin em Roode. Tara derrotou Awesome Kong, Tara fez o pin em Kong com um "Thez Press" do topo do corner. Team 3D (Brother Devon e Brother Ray) e Rhino derrotaram Matt Morgan, Hernandez e D'Angelo Dinero, Rhino fez o pin em Hernandez após um "Gore". Scott Steiner derrotou Bobby Lashley, Scott fez o pin em Lashley após o acertar com um cano de aço. Kurt Angle derrotou Desmond Wolf, Angle fez Wolf desistir com um "Triangle choke". No evento principal A.J. Styles derrotou Samoa Joe e Daniels para manter o TNA World Heavyweight Championship, Styles fez o pin em Samoa após um "spring board 450 splash".

## Resultados
| #                              | Lutas | Estipulação                                                    | Tempo |
| ------------------------------ | --- | -------------------------------------------------------------- | ----- |
| Dark                           | Hamada derrotou Alissa Flash | Singles match                                                  | N/A   |
| 1                              | Amazing Red (c) (com Don West) derrotou Homicide | Singles match pelo TNA X Division Championship                 | 10:08 |
| 2                              | TNA Women's Knockout Champion ODB e TNA Knockout Tag Team Champions Sarita e Taylor Wilde derrotaram The Beautiful People (Lacey Von Erich, Madison Rayne e Velvet Sky)   | Six Woman Tag team match por todos os títulos femininos da TNA | 05:56 |
| 3                              | The British Invasion (Brutus Magnus e Doug Williams) (c) derrotou The Motor City Machineguns (Chris Sabin e Alex Shelley) e Beer Money, Inc. (James Storm e Robert Roode) | 3-Way Dance pelo TNA World Tag Team Championship               | 10:20 |
| 4                              | Tara derrotou Awesome Kong | Six Sides of Steel cage match                                  | 07:53 |
| 5                              | Team 3D (Brother Devon e Brother Ray) e Rhino derrotaram Matt Morgan, Hernandez e D'Angelo Dinero                                                                         | Six-Man Street Fight                                           | 14:28 |
| 6                              | Scott Steiner derrotou Bobby Lashley | No Disqualification Falls Count Anywhere match                 | 11:25 |
| 7                              | Kurt Angle derrotou Desmond Wolf | Singles match                                                  | 16:18 |
| 8                              | A.J. Styles (c) derrotou Samoa Joe e Daniels | 3-Way match pelo TNA World Heavyweight Championship            | 21:48 |
| (c) - Campeões antes das lutas | |                                                                |       |